# Кершоу, Клейтон
Клейтон Эдвард Кершоу (англ. Clayton Edward Kershaw, род. 19 марта 1988 года) — американский профессиональный бейсболист, в последнее время выступавший на позиции питчера в «Лос-Анджелес Доджерс» (MLB). Леворукий стартовый питчер Кершоу играет в высшей лиге с 2008 года и его среднее количество пропущенных очков за карьеру (ERA) является самым низким среди стартеров живой эпохи с минимумом 1000 подачей. Он также трижды обладатель Приза Сая Янга и MVP Национальной лиги 2014 года. Победитель Мировой серии 2020 года.
Кершоу был выбран седьмым по счету на драфте МЛБ 2006. Он играл в фарм-клубах и к 20 годам достиг главной команды. Когда он дебютировал в 2008 году он стал самым молодым игроком в МЛБ, сыгравший целый сезон. В 2011 году выиграл Тройную корону МЛБ и Приз Сая Янга и стал самым молодым обладателем этих наград. 18 июня 2014 года совершил игру без хитов, ставший 25-м питчером «Доджеросов», которому это удалось. Из-за того, что Кершоу успешно выступает, бросает левой рукой и является питчером «Доджеросов» его часто сравнивают с Сэнди Коуфаксом. Он первый в истории питчер, которому удалось четыре раза подряд становится лидером в МЛБ по ERA (2011—2014).
Вне поля Кершоу активный участник волонтерской работы. Он и его жена, Эллен, создали «Кершоу Челлендж» и написали книгу «Встань», чтобы помочь собрать деньги и построить приют для сирот в Замбии. Он был удостоен наград Роберто Клементе и Брэнча Рики за гуманитарную деятельность.

## Ранние годы
Кершоу родился в Далласе, штат Техас. Его родители развелись, когда ему было 10 лет и он был воспитан своей матерью. Он играл в детско-юношеских спортивных лигах, как ребёнок, включая Малую Лигу Бейсбола.
Клейтон учился в высшей школе Хайланд Парк, где он играл в бейсбол и был также играл в футбольной команде на позиции центра. После бурного роста и дальнейшего развития он зарекомендовал себя перспективным в 2006 году, когда его показатель побед/поражений был 13-0 с ERA 0,77, а также сделал 139 страйкаутов в 64 сыгранных иннингах. В матче плей-офф против Северо-Западной средней школы Джастин (штат Техас) Кершоу выдал совершенную игру. Он выбил всех 15 баттеров, с которыми столкнулся в игре, из-за чего игра была сокращена по правилу милосердия. Он также был питчером юниорской сборной США по бейсболу на Панамериканских играх. Кершоу был назван газетой «USA Today» «Бейсболистом года средних школ».
Кершоу был включен на Драфт МЛБ 2006, где считался одним из лучших. «Лос-Анджелес Доджерс» взяла его в первом раунде седьмым. Он отказался от стипендии в Техасском университете A&M и подписал с «Доджерс» контракт на сумму 2,3 миллиона долларов. Это стало рекордной суммой Лос-Анджелесского клуба за драфт пик, которое продержалось до подписание Зака Ли на Драфте 2010 года.

## Карьера в низших лигах
Кершоу начал свою карьеру в Лиги Доджерсов побережья Мексиканского залива. Он был питчером в 37 иннингах, в которых он выбил 54 баттеров (продвинулись только пятеро), при показатели побед/поражений 2-0 с ERA 1,95. Он показал фастбол: превысил на 96 миль в час (154 км/ч), и он был оценен перспективным в Лиги Доджерсов побережья Мексиканского залива, а также был вторым лучшим перспективным «Доджерсом» по версии журнала «Baseball America» после игрока третьей базы Энди Лароча.
Кершоу был повышен до «Грейт Лэйкс Лунс» в 2007 году, где он имел показатель 7-5 с 2,77 ERA. Он был выбран в сборную Востока для Матча всех звёзд Лиги Среднего Запада, а также на Матч всех звёзд для перспективных начинающих бейсболистов. 6 августа в команду из системы Дабл-A «Джэксонвилл Санс» в Южной лиге, где он имел показатель 1-2 и 3,65 ERA в пяти стартах и был вызван «Доджерсами» в сезоне 2008 года.
Во время весенней подготовки в игре против «Бостон Ред Сокс» Кершоу приобрел большое внимание за счёт Курвеболла, которым выбил Сина Кейси. Клейтон имел показатель 0-3 и 2,28 ERA с 47 Страйкаутами в 43 1/3 иннингах в его первом году за «Санс». Он был вызван в «вышку» 28 мая 2008 года, но был возвращен обратно в Джексонвилл 2 июля.
Кершоу был питчером 18 иннингов во время его второй поездки в Джексонвилл (два и одна седьмой стартов), выиграв две игры. Во время этого он позволил только пропустить два прохода, опустив ERA до 1,91. Он был отозван 22 июля.

## Карьера в Главной лиге бейсбола

### Лос-Анджелес Доджерс

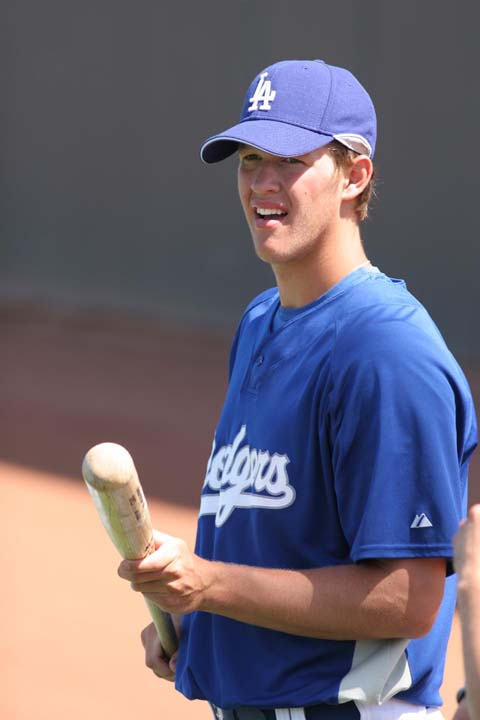
Кершоу на весенней тренировке во Флориде в 2008 году

#### Сезоны 2008—2010: ранняя карьера
24 мая 2008 года «Доджерс» приобрёл контракт молодёжной лиги Клейтона и он был добавлен в активный список. Спортивный журналист Тони Джексон дебют Кершоу самым ожидаемым появлением в качестве питчера «Доджерс» после дебюта Хидео Номо сезоне 1995 года. Он дебютировал 25 мая в матче против «Сент-Луис Кардиналс». Он выбил первого баттера, Скипа Шумейкера, это был первый из семи страйкаутов в игре, в которой он сыграл 6 иннингов и допустил 2 рана. Он стал самым молоды дебютантом в МЛБ и это звание продержалось целый год.
Кершоу выиграл свою первую игру в МЛБ против «Вашингтон Нэшионалс» 27 июля 2008 года. Там он провёл 6 иннингов, допустил четыре хита, проход, и 5 страйкаутов. Kershaw закончил свой дебютный сезон с результатом 5—5 и 4,26 ERA в 22 играх (21 старт). Он также сыграл два иннинга в качестве буллпена «Доджерсов» в Чемпионской серии Национальной лиги 2008 против «Филадельфия Филлис».
15 апреля 2009 года Кершоу сыграл 7 иннингов, выбив 13 баттеров, позволив только один хит (соло проход) против конкурирующего «Сан-Франциско Джайентс». Он стал самым молодым из «Доджер», которому удалось выбить 13 или более баттеров в одной игре после того как это сделал Сэнди Коуфакс в сезоне 1955 года. 17 мая 2009 года Кершоу не позволил совершить хит против «Флорида Марлинс» после 7 иннингов и не позволил Коди Россу сделать лид-офф дабл. В 2009 году, несмотря на показатель 8-8 , он привел в высшую лигу со средним уровнем 0,200, процент слагинг (0,282) и хитов за девять подач (6.26). Он также опубликовал ERA 2,79 и 185 страйкаутов. Кершоу также допустил 91 проход баттеров, что являлось вторым показателем в Национальной лиге.
Кершоу дебютировал в стадии плей-офф в матче против «Сент-Луис Кардиналс» в Серии дивизиона Национальной лиги 2009. Он сыграл в 6 2/3 иннингах, сделав 4 страйкаута и 1 проход, и в конечном итоге не был принят («Доджерс» хотели выиграть игру в 9 иннинге). В 21 год он начал стартовавшим питчером в Мировой серии 2009 против «Филадельфия Филлис» и стал третьим самым молодым стартовым питчером в плей-офф после Фернандо Валенсуэла в Серии дивизиона Национальной лиги 1981 и Рика Анкиела в Серии дивизиона Национальной лиги 2000.
Кершоу начал сезон 2010 с показанием ERA в апреле 3,07, но сделал это, из-за того что пропустил 22 баттеров в 29 иннингах. 4 мая у него был худший для себя старт в своей карьере против «Милуоки Брюэрс» на «Доджер-стэдиум», бросив 57 подач в 1 1/3 иннинге. Он был громко освистан после того как был изъят из игры. Kershaw сказал после игры: Я не дал нашей команде шанс. Это просто нехорошее чувство, чтобы ваши товарищи по команде терпят крах, все терпят крах. Это жалит и это больно. Я должен понять эти вещи. 
Кершоу восстановил свой следующий старт питчера в 8 иннингах в дуэли с непобедимым Убалдо Джиминезом. Он доверился своему контролю над слайдером, и это сало важным поворотным пунктом для него. Позже в этом сезоне, он был приостановлена на пять игр после удара Аарона Рованда из «Джайентс» в игре на 20 июля. Инцидент произошёл после того как обе команды получили предупреждение после удара питчера Тима Линсекама в Мэтта Кемпа в начале игры. Полную игру он совершил 14 сентября 2010, также против Сан-Франциско и закончил сезон с показателем 13-10, 2,91 ERA в 32 стартах и провёл 204 1/3 иннинга и записал 212 страйкаутов.

#### Сезон 2011: Первый Приз Сая Янга
Кершоу был стартовым питчером в матче Дня открытия сезона 2011. 29 мая он провёл вторую полную и сухую одновременно игру в своей карьере, выбив 10, в матче против «Флорида Марлинс»(8-0); он также имел два пробега к дому, забив дважды в игре. Он сыграл свой третий «сухой» матч 20 июня, допустив два хита, 11 стайкаутов против «Детройт Тайгерс». Кершоу стал первым из стартовых питчеров «Доджерс», которому удалось выбить команду в 9 иннинге, после совершенной игры Сэнди Коуфакса. В своем следующем старте, 26 июня, Клейтон снова провёл полную игру (против «Лос-Анджелес Энджелс из Анахайма»). Он стал первым стартовым питчером «Доджерс», которому удалось подряд сыграть полную игру, после Джеф Вивер в сезоне 2005 и первым игроком «Доджерс», который имел двузначные количество страйкаутов в последовательных стартах, после Чан Хо Парка в сезоне 2000. Он получил награду игрока недели Национальной Лиги (20-26 июня) в результате этих двух стартов. В середине июня Кершоу имел уже 32 победы в карьере, 3,15 ERA и 593 страйкаута в 568,2 иннингах. Согласно Эллиас Спортс Бюро Кершоу был первый 23-летним питчером, который имел столько много побед, ERA, которая была низкой и в среднем составляла более чем одного страйкаута в иннинге, согласно официальной статистика, ведущая с 1910 года.

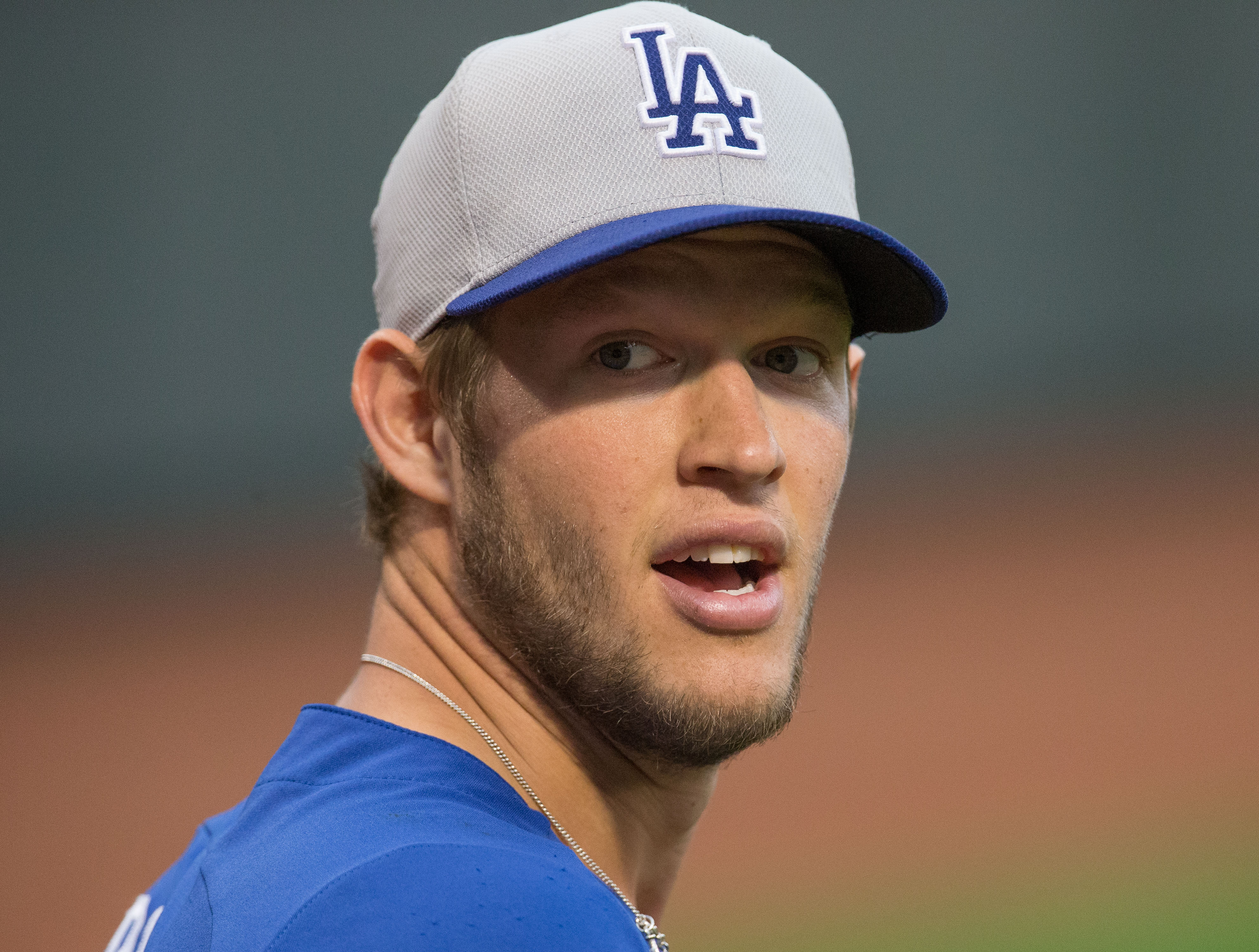
Кершоу выиграл множество наград за его кампанию в 2011 году

Кершоу был выбран Национальной лигой на матч всех звёзд МЛБ 2011 — это было его первое появление на Матче всех звёзд. В июле Кершоу имел показатель 4-1 с ERA 2,02 и лидирующем в Национально лиги по страйкаутам — 45, что позволило ему получить награду Питчера месяца МЛБ. 23 августа, когда он выбил в матче Мэтта Холлидэй из «Сент-Луис Кардиналс», достиг отметки 200 страйкаута за сезон и стал 10-м питчером «Лос-Анджелес Доджерс», которому это удалось, после Чан-Хо Парк, который сделал это в сезоне 2001 года.
Кершоу закончил сезон 2011 года, возглавив Национальную лигу с 21 победой, 248 страйкаутами и 2,28 ERA, выиграв Тройную корону МЛБ. Последним питчером до Клейтона, получавший Тройную корону, был Джеки Пиви в 2007 году, а последним из «Доджерс» — Сэнди Коуфакс в 1966 году. В этом же году Джастин Верландер из «Детройт Тайгерс» тоже выиграл тройную корону, но уже в Американской лиги и тем самым это стал первый год с 1924 года, когда награду получили два питчера в обеих лигах. 21 побед помогла Кершоу стать самым успешным питчером со времён Орела Хершайзера. Его ERA была низкая после ERA Хершайзера в сезоне 1985 года, его количество страйкаутов со времён Сэнди Коуфакса (317) в 1966 года и его 233 1/3 иннингов — со времён Чан Хо Парак (234) в 2001 году. С 1965 года, когда Коуфакс сделал это, только Пиви и Кершоу были двумя питчерами в Национальной лиге были лидерами в победах, страйкаутах, ERA, и WHIP. Кершоу также стал вторым левшой, который имел 240 с лишним страйкаутов в сезоне в возрасте до 24 лет вместе с Вида Блю.
После сезона Кершоу был награждён Наградой Уоррена Спана, как лучший левша питчер в 2011 году, Награду выбора игроков за выдающиеся показания в Национальной лиги (НЛ), «Золотую пречатку» как лучший перемещающийся питчер в НЛ и журналом «Sporting News» Питчером года в НЛ. Он был также дополнительно выбран в качестве питчера команду Всех-звёзд НЛ. 17 ноября он был удостоен Приза Сая Янга, что сделало его самым молодым обладателем этого приза после Дуайта Гудена из «Нью-Йорк Метс». Он стал восьмым из «Доджерсов» получивший эту награду после Эрика Ганье в сезоне 2003 года.

#### Сезон 2012: Вице-чемпион Приза Сая Янга
7 февраля 2012 года Кершоу и «Лос-Анджелес Доджерс» договорились о контакте на два года на сумму 19 миллионов долларов. Контракт был вторым по величине для игрока в его первый год в арбитраже (после 23 млн долл. 2-летнего контракт Тима Линсекам в 2010 году).
Кершоу был стартовый питчером в День открытия «Доджерс» второй год подряд, где он сыграл три иннинга против «Сан-Диего Падрес» на «Petco Park» перед удалением его из игры из-за гриппоподобного симптома. 27 апреля он был в состоянии продлить до восьми иннингов за его вторую победу в сезоне против «Вашингтон Нэшионалс». Победа эта стало 12-й дома как было и у Эда Робака (июнь 1960 — август 1962 г.) и Орел Хершайзер (сентябрь 1984 — октябрь 1985). Это самая долгая домашняя серия побед у «Доджерс», после того как они переехали в Лос-Анджелес. Кершоу получил награду игрока недели в Национальной лиги за неделю 14-20 мая, после того как он сделал два старта в течение этой недели и провёл 16 «сухих» иннингов, в том числе его четвёртая сухая игра. Кершоу второй год подряд был включен на Матч всех звёзд. 11 августа он подошёл к отметке 200 иннингов за сезон, став 12-м питчером «Доджерс» с тремя или более сезонов с показателем 200 или более сыгранных иннингов после Хершизера (1985—1989). Кершоу также стал пятым питчером «Доджерс» с тремя сезонами с показателями 200 страйкаутов.
Кершоу закончил сезон 2012 с показателем 14-9, 2,53 ERA (ведущий в лиги), 229 страйками и 227 2/3 иннингов, заняв второе место в обеих категориях. Он стал первым питчером, который последовательно выигрывает в ERA, после Рэнди Джонсона (2001-02). Это был также его четвёртый год подряд с ERA меньше 3,0, что сделало его первым со времён того же Рэнди Джонсона в (1999—2002). Он занял второе место в гонке за Приз Сая Янга, пропустив вперёд Роберта Аллена Дики.

#### Сезон 2013: Второй Приз Сая Янга
Кершоу третий раз подряд был стартовым питчером в День открытия за «Доджерс» в сезоне 2013 года, так же как и Дерек Лоу (2005—2007). В этом матче он провёл полный матч, четыре хита, шатаут против «Джайентс», а также совершил свой первый хоум-ран. Он был первым питчером, которому удалось сделать шатаут и хоум-ран в день открытия, так же как и Боб Лемон за «Кливленд Индианс» против «Чикаго Уайт Сокс» 14 апреля 1953 года. Клейтон совершил свой 1000-й в своей карьере страйкаут 17 апреля 2013 года, когда он выбил Йондера Алонсо из «Падрес». Он был вторым самым молодым в «Доджерс», который достиг этой отметки, после Фернандо Валенсуэла. 14 мая Кершоу достиг отметки в 1000 иннингов в своей карьере. Его ERA 2,70 был пятым лучшим показателем из эпохи живого мяча с показателем 1000 сыгранных иннингов. Он также бросил 130 бросков в этот день, это высший показатель его карьеры и среди питчеров «Доджерс», после Одалис Переса в сезоне 2003.
Кершоу был включён в Матч всех звёзд. В третий раз подряд. В июле его показатель составлял 4-1 и ERA 1,34 в шести стартах и был награждён во второй раз наградой Питчера месяца Национальной лиги. 2 сентября Клейтон совершил 200-й аут в 2013 году и присоединился к Сэнди Коуфаксу и Дону Дрисдел как стартовый питчер «Доджерс», имеющий более 200 страйкаутов за 4 сезона подряд.
Кершоу закончил сезон с показателем 16-9, сыгранные 236 иннинга (пик в карьере), и лучший в МЛБ 1,83 ERA и 0,92 WHIP. Он стал третьим игроком в истории, который был лидером в МЛБ по ERA, присоединившись к Грегу Маддуксу (1993-95) и Лефти Грув (1929-31). Его ERA была первой ниже 2,0 после с Роджера Клеменса в сезоне 2005 и снизил общий так как и Педро Мартинес в сезоне 2000. Он стал третьим питчером «Доджерс», который имел ERA под 3,00 в пяти сезонах подряд (Коуфакс и Рукер).
Кершоу выбил 12 баттеров в семи иннингах в первой игре Серии дивизиона Национальной лиги 2013. Это стал третьим результатом у питчеров «Доджерс» в плей-офф, уступая лишь Коуфаксу (15 в Мировой серии 1963) и Карлу Эрскин (14 в Мировой серии 1953). Его шесть прямых страйкаутов в игре после окончания сезона — рекорд МЛБ, установленный Тимом Белчером во второй игре Мировой серии 1988. Он совершил свою первую победу в матче, который был после окончания сезона.
Кершоу выиграл Награду Уоррена Спана в 2013 году — это его второй раз, когда он стал обладателем этой награды, которая присуждается лучшму питчеру левше в МЛБ. Он также был включен в команду Всех звёзд Национальной лиги по версии журнала «Sporting News» и стал четвёртым питчером «Доджерс», который был включен в эту команду дважды (после Коуфакса, Валенсуэлы и Дон Ньюкомб). 13 ноября выиграл Приз Сая Янга во второй раз за три сезона. Он стал шестым питчером в истории, который финишировал в двойке лидеров голосования три сезона подряд.
После сезона Кершоу и «Лос-Анджелес Доджерс» договорились о семилетнем контракте на сумму 215 миллионов долларов. Сделка стала самой рекордной по стоимости для питчера в истории МЛБ, затмив семилетний контракт Джастина Верландер, подписанный в прошлом году (180 миллионов долларов). Среднегодовая стоимость, равная 30,7 миллионов долларов, была также крупнейшей когда-либо для игрока в бейсбол, побившая 28 миллионов долларов Роджера Клеменс, получивший в 2007 году, и десятилетний контракт, что Алекс Родригес подписал в том же году (275 миллионов долларов) .

#### Сезон 2014: MVP и третий Приз Сая Янга
Кершоу был стартовым питчером «Доджерс» на Дне открытия в 2014 году, таким образом ему это удалось в четвёртый раз и он стал четвёртым питчером, которому это удалось. В этом сезоне игра была сыграна на «Сидней Крикет Граунд» в Австралии. До своего второго старта Кершоу чувствовал некоторую боль в спине и был впервые в своей карьере помещен список травмированных. Он не вернулся в «Доджерс» до начала мая. 18 июня он совершил Ноу-хиттер против «Колорадо Рокиз» и выбил 15 баттеров (карьерный пик). Только ошибка в седьмом иннинге не позволила Кершоу совершить совершенную игру. Он единственный питчер в истории МЛБ, который сделал 15 страйкаутов в игре и не допустил хиты и проходы. В июне Кершоу имел показатель 6-0 и 0,82 ERA, за что и был в третий раз за карьеру награждён наградой Игрока месяца. Он был включен в сборную Национальной лиги на Матч всех звёзд. Для него этот матч стал 4-м подряд. Он стал шестым питчером «Доджерс» и первым после Фернандо Валенсуэлы, которому удалось быть в 4-м подряд Матче Всех звёзд.
Кершоу совершил 41 «сухой» иннинг, который закончился 10 июля, когда Чейс Хэдли в 6 иннинге совершил хоум-ран. В июле он снова стал питчером месяца, тем самым третьим игроком «Доджерс» (вместе с Доном Саттон и Бёртом Хутон), которому удалось сделать это два месяца подряд. Его показатель был 4-0 с 1,10 ERA в месяце с 48 страйкаутами и только 10 проходов. 2 сентября Клейтон достиг отметки в 200 страйкаутов уже пятый год подряд, уступая, среди стартёров «Доджерс», только шестью сезонам подряд Сэнди Коуфакса. Он также стал четвёртым питчером с 1893 года, который имел по крайней мере пять сезонов с 200 страйкаутами в возрасте 26 лет (Берт Блилевен, Уолтер Джонсон и Сэм Макдауэлл).
Кершоу закончил сезон с показателем 21-3 и 1,77 ERA в 27 стартах. Он вновь возглавил Национальную лигу по многочисленным категориям: ERA, ERA+, победы, победы в %, WHIP, IP/GS, So/9, Соотношение страйкаутов к проходам, Совершенная игра, FIP, и WAR как питчер и все игроки Национальной лиги. Он также занял третье место по страйкаутам, несмотря на отсутствие большой части первого месяца сезона. Он был первым питчером в истории, который был лидером по ERA 4 раза подряд. Многие эксперты назвали его сезон 2014 одним из сезонов питчера в последнее время.
Тем не менее, в своем первом старте плей-офф, в 1-й игре Серии Дивизиона против «Кардиналс», Кершоу стал первым питчером в истории выбивший 10, позволив сопернику совершить 8 хоум-ранов. В течение первых шести иннингов он позволил совершить лишь два хита (оба соло хоум-раны) и в седьмом допустил сопернику совершить 6 ранов. Он был первым питчером в истории, который допустил по крайней мере семь ранов в пост-сезоне (его предыдущий рекорд был Game в 6-й игре Чемпионской серии Национальной лиги 2013). В 4-й игре, введя по счету 2-0, Кершоу допустил Мэтту Адамсу в 7 иннинге совершить тройной хоум-ран. Матч так и завершился 3-2 в пользу «Кардиналс» и «Доджерс» прекратили борьбу за трофей. Это был первый хоум-ран Кершоу с левой руки при подаче Курвеболла.
Кершоу был награждён наградой Игрока года по версии журнала «Sporting News» и такой же наградой от журнала «Baseball America». Он выиграл три награды по голосованию игроков: Выдающийся питчер Национальной лиги, Игрок года и Премия Марвина Миллера Человек года. Он также выиграл свою третью (и второй раз подряд) Награду Уоррена Спана. 12 ноября он был награждён третьим Призом Сая Янга в четырёх сезонах (единогласное решение). В последующих днях он был избран MVP Национальной лиги, тем самым стал первым питчером Национальной лиги получивший звания после Боб Гибсон в 1968 года и первый игрок «Доджерс», после Кирка Гибсона в 1988 года году.

#### Сезон 2015: 300 страйк-аутов за сезон
В 2015 году Кершоу был стартовым питчером на пятом подряд Дне открытия.Он стал первым питчером «Доджерс», который сделал это с тех пор, как член Зала славы Дон Саттон начал седьмую игру Дня открытия подряд (1972—1978). 10 мая Кершоу сделал 1500 страйк-аут в карьере, когда выбил Дрю Стаббса из «Колорадо Рокиз». Свою сотую победу в карьере сделал 15 мая против «Рокиз». Он стал 22-м питчером в истории франшизы и вторым по возрасту действующим питчером, достигшим этой отметки. Кершоу выиграл свою шестую в карьере награду «Игрок недели НЛ» (1 по 7 июня 2015 года), когда он позволил только два рана от 10 бейсраннеров за 15 иннингов и выбил 18 в двух стартах.
Кершоу не вошел в первоначальный состав НЛ на Матча всех звёзд 2015 года, хотя он был включен в итоговый бюллетень для голосования, которое он проиграл питчеру «Кардиналс» Карлосу Мартинесу. Тем не менее, он был добавлен в список, чтобы заменить питчера «Нэшионалс» Макса Шерзера. Это стало его пятым отбором на Матч всех звёзд подряд, присоединившись к Сэнди Коуфаксу и Фернандо Валенсуэле в качестве питчера «Доджерс», достигший данной отметки.
18 июля Кершоу выбил рекордные 14 бэттеров в восьми иннингах в матче против «Вашингтон Нэшнлс». Он стал первым игроком-стартером «Доджерс», сделавший более 12 страйк-аутов после Чан Хо Пака в 2000 году, и первым питчером «Доджера» с двухзначным числом страйк-аутов и без уоков после Даззи Вэнса в 1930 году. Он разделил награду «Игрок недели НЛ» со своим товарищем по команде Заком Гринке за неделю (13-19 июля) и выиграл «Питчер месяца НЛ» в июле.
12 августа Кершоу сделал свой 200-й страйк-аут. Для него это стал шестой сезон подряд с 200+ страйкаутами, сравнявшись с Сэнди Коуфаксом (1961—1966) по этому показателю. 4 октября Кершоу стал 11-м игроком в истории Главной лиги, выбившим 300 отбивающих за сезон, первым игроком с тех пор, как Рэнди Джонсон сделал это в 2002 году. Закончил сезон с показателем 16-7, 2.13 ERA и 301 страйк-аутов за 232+2⁄3 иннига.
В первой игре Серии Дивизионов Национальной лиги 2015 года Кершоу нанес 11 страйк-аутов за 6+2⁄3 иннинга, но допустил три рана в своем пятом поражении в постсезоне. Он и начинающий игрок «Нью-Йорк Метс» Джейкоб Дегром были первой парой игроков, которые выбили 11+ страйк-аутов в одной и той же игре в постсезонный период в истории МЛБ. 13 октября Кершоу стал стартовым питчером в четвёртой игре серии, допустивший 1 уок, 3 рана и 8 страйк-аутов за 7 иннигов. Кершоу занял третье место в голосовании за приз Сая Янга Национальной лиги, уступив своему товарищу по команде Заку Гринке и возможному победителю Джейку Арриете.

## Личная жизнь
Kershaw вырос в Далласе (штат Техас) и ходил в школу с квотербеком Мэтью Стаффордом и его коллегами питчерами Джорданом Уолден и Шоном Толлесон. Одним из его любимых игроков был бывший игрок «Техас Рейнджерс» первой базы Уилл Кларк — основная причина, почему он носит номер 22 (в честь Кларка).
Он является племянником астронома Клайда Уильяма Томбо, первооткрывателя Плутона. Мать Кершоу — Марианна Томбо является дочерью младшего брата Клайда Томбо. Его отец, Кристофер Джордж Кершоу, был музыкантом и выиграл Награду Клио за свою работу. Старший Kershaw женился после развода с Марианной и умер в 2013 году.
4 декабря 2010 года Кершоу женился на своей подруге Эллен Мелсон. Он методист с сильной религиозной верой.
Кершоу сыграл камео роль «Принца», в 3 сезоне сериала «Новенькая», которая первоначально пущен в эфир FOX после вещание Супербоул XLVIII.

### Гуманитарная работа
До 2011 года Кершоу посетил Замбию с женой как часть христианской миссии, организованная в Далласе и имеет название «Встань Африка». После поездки Кершоу объявил свою мечту — построения приюта в Лусаке, который назвал «Дом Надежды» в честь 11-летнего Хоуп, ВИЧ-инфицированного ребёнка, которого Кершоу встретился то время как в Замбии. Для достижения своей цели Клейтон пообещал пожертвовать в размере 100 долларов за каждый страйкаут, который он совершил в 2011 году. Тогда он показал наивысший свой результат в карьере — 248 брошенных страйкаутов и в итоге он пожертвовал 492300 долларов к своим 70000 долларов. Когда Кершоу выиграл Награду голосования игроков, он пожертвовал 260 000 долларов на «Дом Надежды». Он и его жена вернулась в Замбию в 2012 году и Клейтон пожертвовал 100 долларов за каждый свой страйкаут в сезоне 2012 года, называя этот проект «Подавать страйкаут». Семьдесят процентов денег, собранных в 2012 отправились в «Встань Африка», и по 10 процентов в Фонд Павлина в Лос-Анджелесе, Улица Милосердия в Далласе, и Я Второй.
В дополнение к «Дом Надежды» и Челлендж Кершоу, он также помог и другим программам в Лос-Анджелесе, например помог «Habitat for Humanity International» снести и восстановить дом в Линвуде. Он также является сторонником Фонда Павлина, который предоставляет мероприятия с помощью животных для отваги молодежи благодаря партнерству с практикующими в области психического здоровья и общественными организациями.
Кершоу за свою благотворительную деятельность был удостоен Приза Роберто Клементе в 2012 — Наивысшая оказанная гуманитарная честь человеком из МЛБ. В 2013 году Награду Брэнча Рики в честь выдающихся общественных работ, представленных Ротари Интернешнл в Денвере.

### Автор
Кершоу и его жена Эллен в соавторстве издали книгу под названием  Arise: Live Out Your Faith and Dreams on Whatever Field You Find Yourself о своей христианской вере и их гуманитарных усилий. Книга была выпущена 5 января 2012 года издательство Regal Press.

### Реклама
Кершоу является рекламным лицом для компаний: Wilson Sporting Goods (перчатка), Under Armour (обувь), Muscle Milk и Subway.

## Достижения
- 7× Игрок недели Национальной лиги[52][66][138][139]
- 6× Питчер месяца Национальной лиги[55][76][91][94]
- 5× Участник Матча всех звёзд (2011, 2012, 2013, 2014, 2015)[54][67][75][92]
- 4x Чемпиона МЛБ по ERA (2011, 2012, 2013, 2014)[41]
- 4x Лидер Национальной лиги по WHIP (2011, 2012, 2013, 2014)[41]
- 3× Приз Сая Янга (2011, 2013, 2014)[62]
- 3x Лидер Национальной лиги по Wins Above Replacement for pitchers (2012, 2013, 2014)[41]
- 3x Лидер Национальной лиги по ERA+ (2012, 2013, 2014)[41]
- 3x Лидер Национальной лиги по H/9 (2009, 2011, 2012)[41]
- 3x Питчер года Национальной лиги по версии журнала «Sporting News» (2011, 2013, 2014)[61] — голосуют главные менеджеры Национальной лиги и их ассистенты.
- 3x Награда голосования игроков (2011, 2013, 2014) — голосуют игроки МЛБ[59][104][140].
- 3× Награда Уоррена Спана — лучшие левши питчеры в МЛБ. (2011, 2013, 2014)[58][105]
- 2× Награда Роя Кампанеллы (2013, 2014)[141][142]
- 2x Чемпион Национальной лиги по страйкаутам (2011, 2013)[41]
- 2x Чемпион Национальной лиги по победам (2011, 2014)[41]
- 2x Спортсмен года по версии Совета спорта Лос-Анджелеса (2011, 2014)[143][144]
- 3× Техасский профессиональный бейсболист года (2009, 2011, 2014)[145]
- MVP Национальной лиги (2014)[107]
- Игрок года по версии журнала «Baseball America» (2014)[103]
- Gatorade Игрок года в бейсболе (2006)[10]
- Награда Брэнча Рики (2013)[136]
- Золотая перчатка МЛБ (2011)[60]
- Питчер Тройной короны (2011)[57]
- Перспектива года Среднезападной лиги (2007)[146]
- Лидер Национальной лиги по Соотношению страйкаутов к проходам (2014)[41]
- Лидер Национальной лиги по Страйкаутам за 9 иннингов (2014)[41]
- Ноу-хиттер (18 июня 2014 года)[89]
- Премия Марвина Миллера Человек года (2014)[104]
- Награда голосования игроков (2014)[104]
- Приз Роберто Клементе — Наивысшая оказанная гуманитарная честь человеком из МЛБ. (2012)[135]
- Игрок года по версии журнала «Sporting News» (2014)[102]
- USA Today Бейсболист года среди Высших школ (2006)[147]